# Zeuzleben
Zeuzleben is een plaats in de Duitse gemeente Werneck, deelstaat Beieren, en telt 992 inwoners (2005-07-01).